# Zishe Breitbart

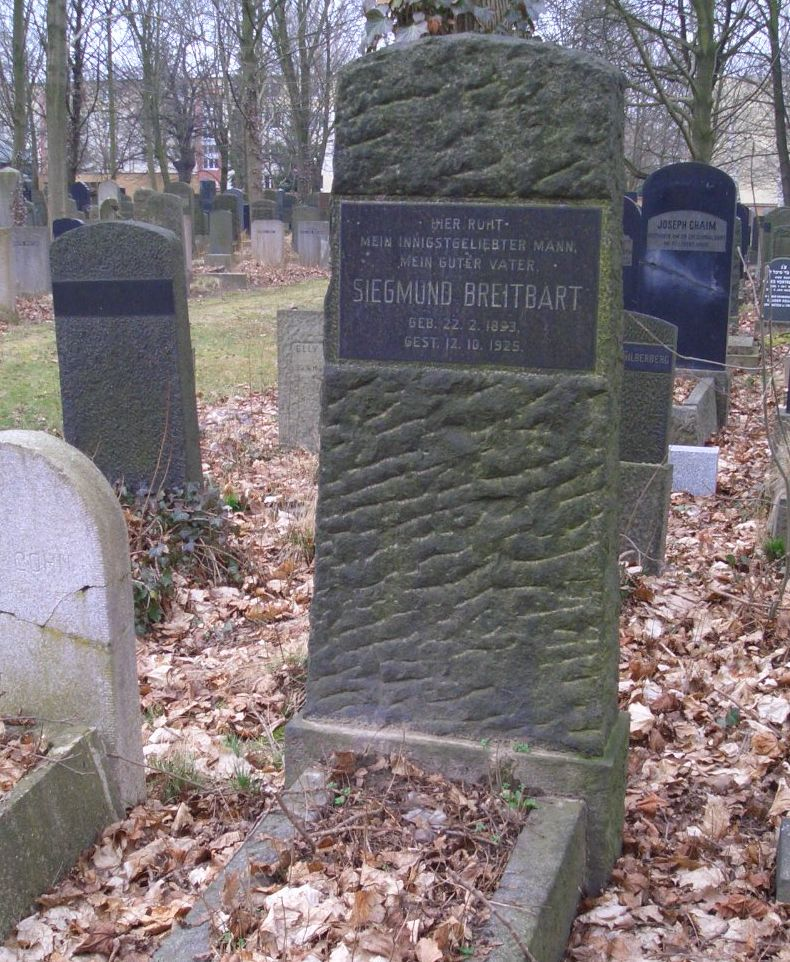
Tumba de Siegmund Breitbart en Berlín.

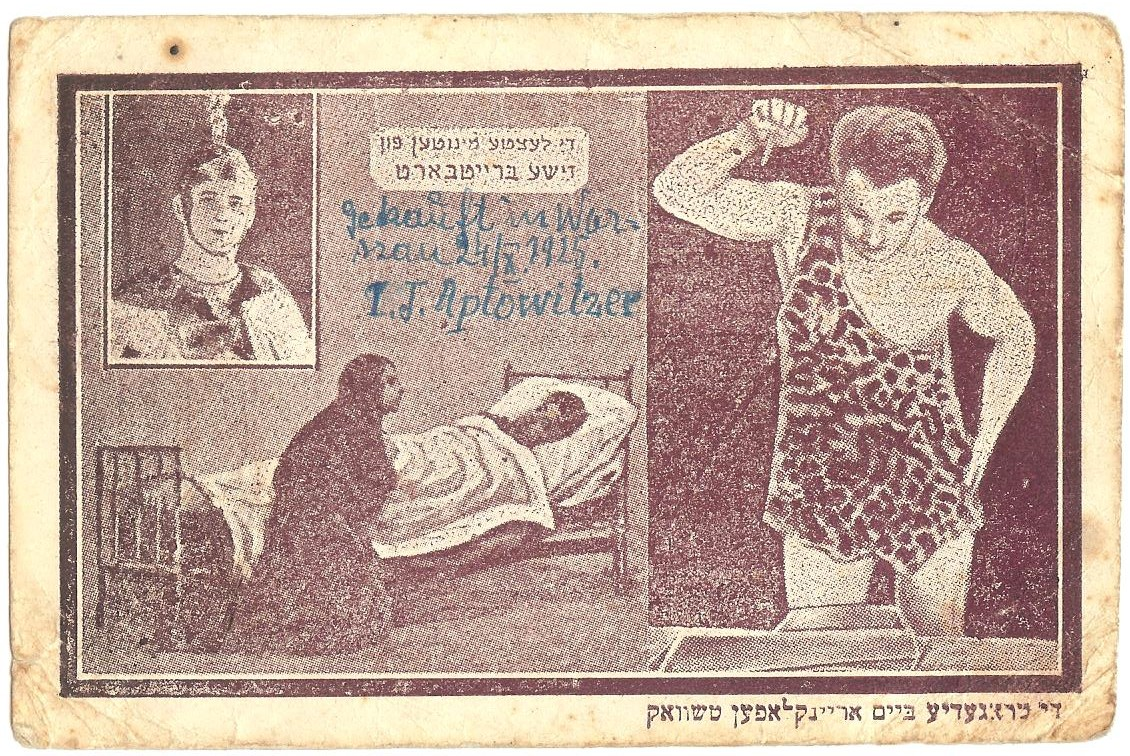
Postal en yiddish que representa al atleta en su última actuación y en su lecho de muerte.

Siegmund Breitbart (Zishe) (22 de febrero de 1893-12 de octubre de 1925) fue un artista de circo, forzudo y héroe folclórico polaco conocido como El hombre más fuerte del mundo y el Rey del Hierro durante los años 1920.

## Biografía
Nació en Lodz, Polonia, en una empobrecida familia de origen judío dedicada a la herrería. Convertido en artista de circo, demostró su fuerza en espectáculos circenses desde 1919 a lo largo de varios años en América y Europa. Llegó a Estados Unidos en agosto de 1923 y obtuvo la ciudadanía estadounidense pocos meses después en ese mismo año; su espectáculo consistía principalmente en torcer herraduras de hierro con sus manos hasta dejarlas rectas, romper cadenas de acero sólo con sus brazos, transformar barras de hierro en figuras florales, o mover pesados carruajes tirando de una cadena de hierro atada a su pecho.
En un periodo poco anterior al Holocausto, en el que los judíos eran considerados débiles físicamente y mentalmente,  fue visto como un héroe folclórico para el pueblo judío en Europa y como una especie de paradigma popular. En este tiempo comentaristas antisemitas buscaban difamar a  Breitbart  ya que no podían creer que alguien supuestamente de raza "inferior" poseyera tanta fuerza física. Breitbart aprovechaba la poco común fortaleza de sus músculos, y la atracción que ello significaba en su espectáculo para representar la fuerza, determinación y perseverancia de los judíos. 
Murió a los 32 años mientras demostraba su fuerza: incrustando fuertemente clavos de hierro en una pesada viga de madera usando sólo su mano a guisa de martillo; accidentalmente uno de los clavos atravesó la madera y penetró profundamente en una de sus rodillas. Su pierna se infectó y debió ser amputada, pero aun así luego de ocho semanas murió.

## En el cine
Werner Herzog se inspiró en la vida de Breitbart para realizar la película Invencible en 2001, en la cual fue personificado por Jouko Ahola.